# المروي (بكيل المير)

تعديل مصدري - تعديل

المروي هي إحدى قرى عزلة فاس بمديرية بكيل المير التابعة لمحافظة حجة، بلغ تعداد سكانها 152 نسمة حسب تعداد اليمن لعام 2004.